# Самофалов Дмитро Олександрович
Дмитро Олександрович Самофалов — український військовий льотчик, майор Збройних сил України, учасник російсько-української війни. Повний лицар ордена Богдана Хмельницького. Кавалер ордена «За мужність» III ступеня. Герой України (2024).
Станом на серпень 2024 року — пілот 299 БрТА (літаки Су-25).

## Військові звання
- майор.

## Нагороди
- звання Герой України з врученням ордена «Золота Зірка» (2 серпня 2024) — за особисту мужність і героїзм, виявлені у захисті державного суверенітету та територіальної цілісності України, самовіддане служіння Українському народові[1];
- орден Богдана Хмельницького I ступеня (7 липня 2022) — за особисту мужність і самовіддані дії, виявлені у захисті державного суверенітету та територіальної цілісності України, вірність військовій присязі[2];
- орден Богдана Хмельницького II ступеня (14 травня 2022) — за особисту мужність і самовіддані дії, виявлені у захисті державного суверенітету та територіальної цілісності України, вірність військовій присязі[3];
- орден Богдана Хмельницького III ступеня (9 квітня 2022) — за особисту мужність і самовіддані дії, виявлені у захисті державного суверенітету та територіальної цілісності України, вірність військовій присязі[4];
- орден «За мужність» III ступеня (27 січня 2023) — за особисту мужність і самовідданість, виявлені у захисті державного суверенітету та територіальної цілісності України, вірність військовій присязі[5].